# L'Agriculture nabatéenne

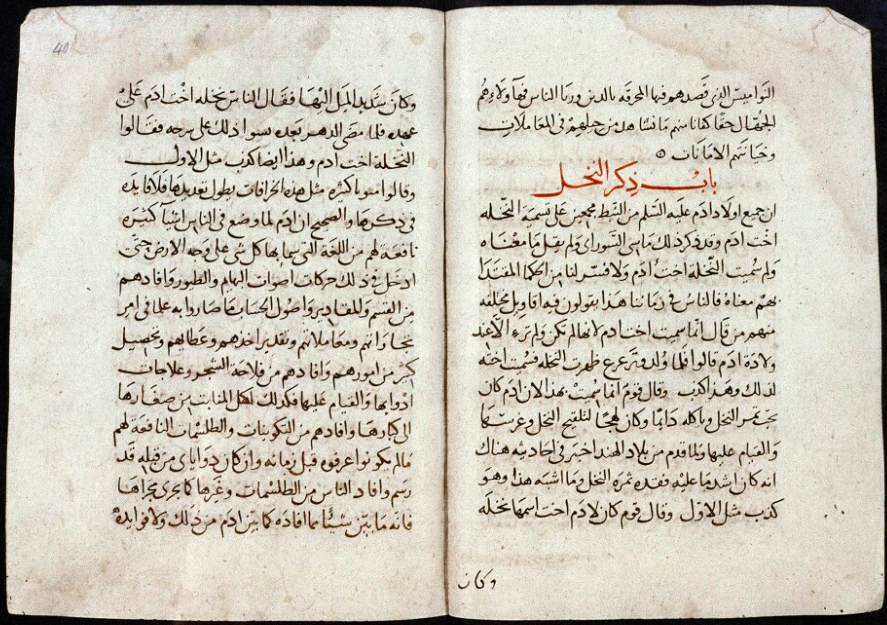
L'agriculture nabatéenne, par Ibn Wahshiyyah. Copie du XIVe siècle.

L'Agriculture nabatéenne (arabe : كتاب الفلاحة النبطية, translittération : Al-filāḥaẗ al-nabaṭiyyaẗ, littéralement : « Livre de l'agricutlure nabatéenne ») est un ouvrage d'agronomie, de magie et d'astrologie, en syriaque, rédigée à Babylone au IIIe siècle, connue par sa traduction en arabe au Xe siècle par Ibn Wahshiyah.